# 한국철도공사 8100호대 전기 기관차
8100호대 전기 기관차는 한국철도공사에서 운용하고 있는 전기 기관차이다. 한국철도공사 8000호대 전기 기관차를 교체하기 위해 도입하였으나, 여러 결함이 드러나고 운행 도중 사고가 잦아 2량만 제작되었다. 원형 모델명은 ES64F이며 대우중공업 측의 모델명은 DLE-01(Daewoo Locomotive Electric-01)이다.

## 역사
대우중공업은 전기 기관차를 국산화하기 위하여 여러 노력을 진행하였는데 최초의 국산 전기 기관차인 8091-8094호가 그 결과물이었다. 그러나 해당 차량의 제작 기술이 완전하지 못하여 고장이 잦자, 1990년부터 도입을 중지하였다가 이후 신형 전기 기관차를 도입하는 것으로 방향을 전환하였다. 1995년 11월 대우중공업에서는 ES64F형 전기기관차를 기초로 하는 차량을 제작하기로 지멘스와 계약하였고, 완성된 8101-8102호는 1998년 시운전을 개시하였다.
그러나 차량의 가벼운 무게와 축중에 비해 출력이 너무 큰 데다가 동륜 수가 적어서 바퀴의 공전(空轉) 현상이 자주 나타났고, 시험 운행 구간이었던 중앙선과 태백선의 가선 상태가 좋지 못하여 팬터 그래프가 종종 반대 방향으로 꺾이는 등, 태백산맥을 지나는 산업철도의 지형적인 특성을 제대로 반영하지 못하여, 2량에서 생산을 중지하였다.
양산형인 한국철도공사 8200호대 전기 기관차가 2003년부터 도입된 이후, 시제차량 격이던 8100호대 기관차는 점차 운행을 줄여나갔다. 8200호대 기관차와는 달리 객차 전원 공급 장치(HEP)가 설치되어 있지 않기 때문에 객차에 전원을 공급하려면 발전차를 연결해야 하는 불편함이 있고, 8200호대에 장착된 HEP의 불안정성이 해결된 후 8100호대 기관차를 여객용으로 잘 사용하지 않게 되었다. 8200호대와 다른 점은 아래 범퍼가 도색으로 되어있지 않고 검은색으로 칠해져 있다.

## 기술적 사양
전체적인 외형과 기술은 한국철도공사 8200호대 전기 기관차와 비슷하나, 8200호대 기관차와는 달리 객차 전원 공급 장치(HEP)가 설치되어 있지 않다. 차량중량은 차중이 88톤이고 축하중이 22톤으로 총무게는 110톤이다. 구동음은 8200호대의 옥타브음과 다른 특유의 것이다.

## 운행
도입 초창기에는 중앙선·태백선·영동선에서 매일 운행하는 일부열차와 청량리-강릉 간 새마을호 열차에 거의 고정적으로 연결 운행되었다. 현재는 운행하지 않고, 2030년까지 사용대기 상태로 제천역(제천차량사업소)에 유치 중이다.

## 현황
총 2량이 제작되어 도입되었으며, 모두 사용대기중에 있다. 현재 운행중인 차량은 가독성을 높이기 위해 굵은 글씨로 표시하였다.
| 차호   | 도입 시기 | 운행 중단 시기 | 비고 |
| ------ | --------- | -------------- | --- |
| 8101호 | 1998년    | 사용 대기 중   | 2015년 구도색에서 신도색으로 도색되었다. 차호가 스티커에서 금속으로 교체 부착되었다. 전조등이 LED로 개조되었다. 현재는 화물로 간간히 쓰이고 영주차량사업소에서 유치중이다.                                                                           |
| 8102호 | 1998년    | 사용 대기 중   | 차호가 파란색 스티커에서 금속으로 교체 부착되었다. 전조등이 LED로 개조되었다. 현재는 화물로 간간히 쓰이고 제천차량사업소에 유치 중이다. 처음에는 8101호처럼 구도색 이었으나 8101호보다 빨리 신도색으로 변경되었다. 8101호처럼 8200호대와 비슷해졌다. |

## 사진

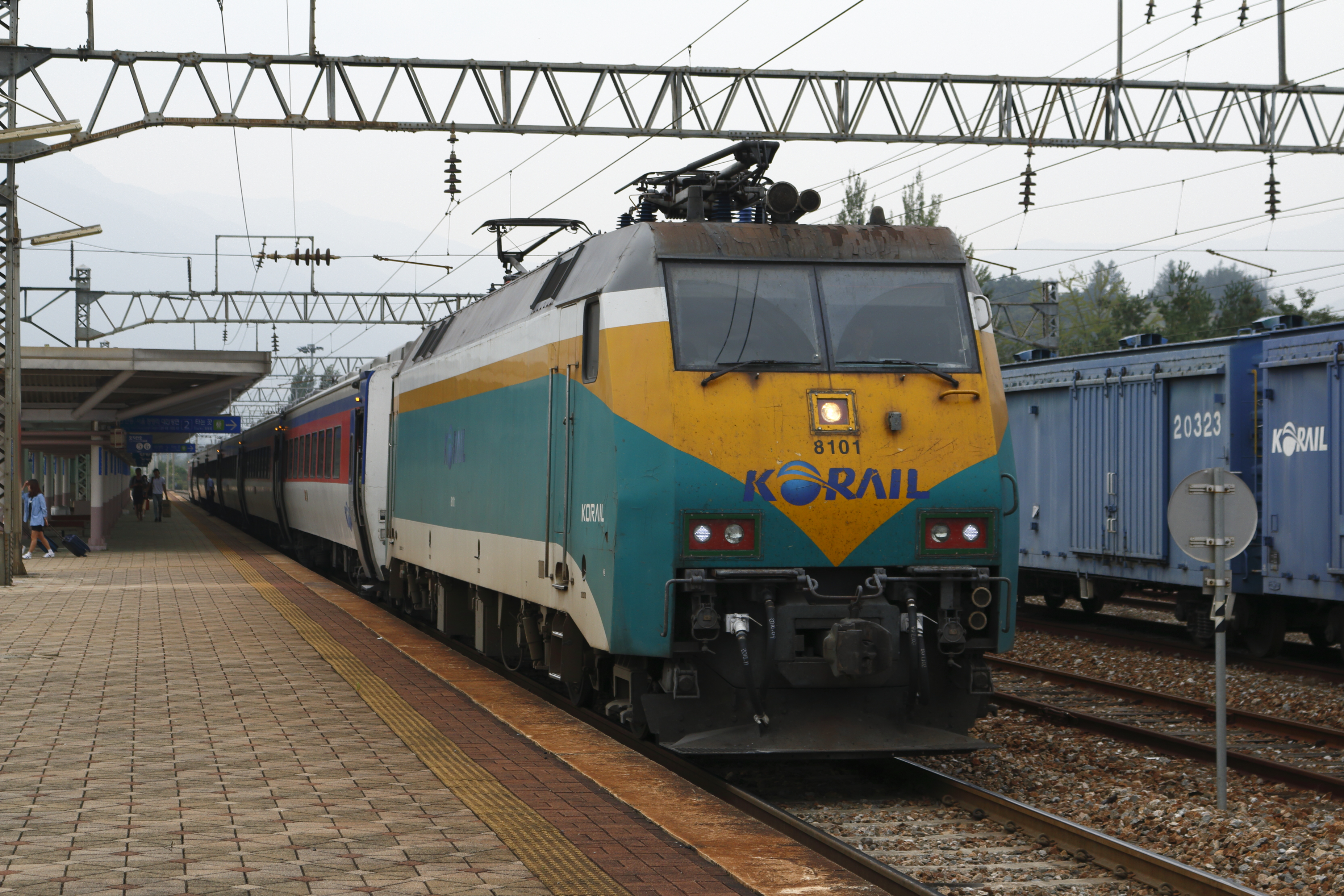
8101호 전기기관차